# Jereva, Ivankiv
Jereva (în ucraineană Жерева) este un sat în comuna Rozvajiv din raionul Ivankiv, regiunea Kiev, Ucraina.

## Demografie
Componența lingvistică a localității Jereva
     Ucraineană (83,15%)
     Rusă (16,85%)
Conform recensământului din 2001, majoritatea populației localității Jereva era vorbitoare de ucraineană (83,15%), existând în minoritate și vorbitori de rusă (16,85%).